# Star in the Night
Star in the Night ist ein US-amerikanischer Kurzfilm von Don Siegel aus dem Jahr 1945.

## Handlung
Es ist der 24. Dezember, irgendwo im Südwesten der Vereinigten Staaten: Drei Cowboys sind mit Spielsachen beladen in einer Wüstenlandschaft unterwegs. Sie diskutieren, warum sie in der letzten Stadt so viel eingekauft haben. Es sei nicht nur die schöne Verkäuferin gewesen, meint einer, sondern der innere Wunsch, etwas zu kaufen, um es später zu verschenken. Die drei sehen in der Ferne einen großen Stern leuchten und beschließen, diesem Stern zu folgen.
Der Stern gehört zur Weihnachtsbeleuchtung von Nick Catapolis, der in der Wüste ein Motel mit Tankstelle und Café betreibt. Ein Tramper bittet Nick, sich in seiner Gaststube aufwärmen zu dürfen, es sei doch schließlich Weihnachten und damit die Zeit der Nächstenliebe. Nick lehnt ab. Er hasst Weihnachten, denn nach seiner Beobachtung sind die Menschen das ganze Jahr über unfreundlich, um dann an Weihnachten Gutherzigkeit zu heucheln. Dennoch folgt der Tramper ihm ins Innere des Motels.
Hier zeigt Nick dem Tramper exemplarisch einige Personen, die wenig weihnachtlich gestimmt sind. Miss Roberts beschwert sich wiederholt über die Weihnachtslieder singenden Gäste des Motels, da sie am nächsten Morgen zeitig aufstehen müsse. Mr. Dilson ist empört, weil seine teuren Hemden zerknittert, und eines sogar mit einem Loch, aus der Reinigung zurückgekommen seien. Ein reisendes Ehepaar mietet das letzte freie Zimmer des Motels, will jedoch Extra-Decken haben, da die Räume in Motels immer kalt seien. Nicks Frau Rosa gibt den beiden ihre eigenen Decken mit.
Plötzlich erscheinen José Santos und seine hochschwangere Frau Maria im Motel. Maria geht es schlecht, doch ist kein Raum mehr frei. Rosa bringt beide kurzerhand im Stall unter und bettet Maria auf Heu. José ist bereits im Gastraum, als Rosa mit einem Mal aufgeregt in das Motel zurückkehrt. Sie bittet die reisende Ehefrau, mit ihr in den Stall zu kommen. Flüsternd berichtet sie ihr, dass bei Maria die Wehen eingesetzt haben. Der reisende Ehemann setzt sich zu dem sichtlich nervösen José und beruhigt ihn. Als Miss Robert sich wieder einmal beschweren kommt, erfährt sie von Rosa  ebenfalls die Neuigkeit. Sofort erklärt sie sich zur Hilfe bereit. Ihr Schlaf ist nun nicht mehr wichtig. Als die sauberen Tücher ausgehen, zerreißt Mr. Dilson kurzerhand seine frischgewaschenen Hemden.
Nick ist verblüfft über so viel Hilfsbereitschaft. Er bringt José und dem Tramper, der Wasser für die Geburtshelfer erwärmt, einen Kaffee. Mr. Dilson spendiert dem werdenden Vater eine Zigarre. Schließlich überbringt Rosa die gute Nachricht: Das Kind ist geboren, es ist ein Junge. Nick gibt eine Runde aus, und alle feiern. Schließlich treffen die drei Cowboys ein und schenken ihre gekauften Spielsachen spontan dem Neugeborenen.
Alle begeben sich in den Stall, um das Kind und Maria zu besuchen. Zurück bleiben Nick und der Tramper, der nun gehen will. Nick schenkt dem frierenden Mann seinen Mantel. Als der Tramper gegangen ist, blickt Nick auf seinen Kalender, der Maria und Josef mit den drei Königen und dem Neugeborenen im Stall zeigt. Der Blick in seinen Stall zeigt ein ähnliches Bild, und Nick kommen ergriffen die Tränen.

## Produktion
Der vor allem mit Charakterdarstellern besetzte Kurzfilm Star in the Night erzählt die Weihnachtsgeschichte in modernisierter Form, enthält aber auch Elemente von A Christmas Carol. Die Vorlage für das Drehbuch schrieb Schriftsteller Robert Finch. Der Kurzfilm bildete das Filmdebüt des später berühmten Filmregisseurs Don Siegel (u. a. Dirty Harry) und wurde am 13. Oktober 1945 veröffentlicht. Zuvor hatte Siegel nur als Second-Unit-Regisseur sowie als Schnittmeister gearbeitet. Neben dem Dokumentarfilm Hitler Lives, bei dem sein Name als Regisseur nicht genannt wurde, blieb Star in the Night der einzige Kurzfilm, den Don Siegel drehte. Auch Kameramann Robert Burks kam später noch durch seine mehrfache Zusammenarbeit mit Alfred Hitchcock zu größerer Bekanntheit.

## Auszeichnungen
Don Siegels Film Star in the Night wurde 1946 mit einem Oscar in der Kategorie „Bester Kurzfilm (Two Reel)“ ausgezeichnet. Kurioserweise gewann Siegels zweiter Kurzfilm, der Dokumentarfilm Hitler Lives, ebenfalls einen Oscar als Bester Dokumentar-Kurzfilm.